# تمپلوگ

شهر تمپلوگ (به انگلیسی: Templeogue) با جمعیت  ۱۷٫۶۱۶   نفر  در  شهرستان دوبلین در کشور جمهوری ایرلند واقع شده‌است.